# Caterina Opalińska
Caterina Opalińska, in polacco Katarzyna Opalińska (Poznań, 13 ottobre 1680 – Lunéville, 19 marzo 1747), fu regina consorte di Polonia e poi duchessa consorte di Lorena e di Bar.

## Biografia
Caterina era figlia del magnate polacco Jan Karol Opalinski, conte di Bnin, e della contessa Zofia Anna Czarnkowska.
Il 10 maggio 1698 sposò a Cracovia il nobile polacco Stanislao Leszczyński, conte del Sacro Romano Impero e a servizio come diplomatico dei re di Polonia Giovanni III e Augusto II. Dal matrimonio nacquero due figlie: Anna, nata nel 1699, e Maria, nata nel 1703.
Nel 1704 Stanislao divenne re di Polonia grazie al sostegno di Carlo XII di Svezia, il quale aveva occupato lo Stato e detronizzato il precedente sovrano Augusto II. Tuttavia, nel 1709, dopo la sconfitta inflitta dai russi a Carlo XII, gran parte della nobiltà polacca riconobbe nuovamente come legittimo re Augusto II.
Stanislao, Caterina e le loro due figlie dovettero quindi andare in esilio e fuggirono a Stoccolma. Nel 1714 Carlo XII diede a Stanislao il ducato del Palatinato-Zweibrücken, dove, però, poté rimanere soltanto fino alla morte del sovrano svedese avvenuta quattro anni dopo. Di nuovo in fuga, Stanislao e la sua famiglia chiesero asilo al duca Leopoldo di Lorena e si rifugiarono poi nelle città fortificate francesi di Landau e Weißenburg in Alsazia.
Dal 1723 iniziarono le trattative per far sposare l'unica figlia sopravvissuta di Stanislao e Caterina, Maria, al re di Francia Luigi XV. Gli accordi andarono a buon fine e il 15 agosto 1725 Maria sposò Luigi XV nella cattedrale di Strasburgo e divenne regina di Francia. Stanislao e Caterina si trasferirono allora nel castello di Chambord, dove vissero sino al 1733.
La morte di Augusto II portò a una crisi nella successione polacca, spaccando in due la nobiltà elettrice tra i sostenitori di Federico Augusto di Sassonia, figlio di Augusto II, e quelli di Stanislao. Il 12 settembre 1733 Stanislao Leszczyński fu nuovamente eletto re di Polonia, ma soltanto dieci giorni dopo era di nuovo in fuga, a causa delle ingerenze della Russia che favorì l'elezione dell'elettore sassone, salito al trono come Augusto III di Polonia. Luigi XV sostenne le cause del suocero e da quel momento ebbe inizio la Guerra di successione polacca che vide la Francia schierata contro i sostenitori di Augusto III, la Russia e l'Austria.
Gli accordi di pace tra le potenze europee, stipulati dopo lunghe trattative tra il 1735 e il 1737, portarono alla decisione di affidare a Stanislao Leszczyński i ducati di Lorena e di Bar, il cui precedente sovrano, Francesco Stefano di Lorena, cedette in cambio della mano di Maria Teresa d'Austria e della successione imperiale (come indennizzo gli fu dato il Granducato di Toscana).
Nel 1736 Stanislao e Caterina si trasferirono nella loro nuova capitale, Lunéville, dove il sovrano si dimostrò un grande mecenate. Caterina morì a Lunéville nel 1747 e la sua salma fu tumulata a Nancy, nella Chiesa della Madonna del Buon Soccorso, nel mausoleo costruitole da Nicolas-Sébastien Adam. Stanislao morì diciannove anni più tardi e il Ducato di Lorena fu inglobato dal regno di Francia.